# ساقلتة
مركز ومدينة ساقلتة محافظة سوهاج وهو مركز حديث بالنسبة لمراكز المحافظة حيث ان قدم طلب لتحويلها الي مركز العمدة احمد عبدالعال عاشور عضو هيئة مدرية جرجا ويطلق عليها بلد الكرم والجود حيث ان اهلها يوصفون (بطيبين الخلق والاخلاق ) وايضآ يمتلك مركز ساقلتة جزء كبير من عدد القضاه والمستشارين بهيئات وزارة العدل ووزارة الداخلية ووزارة الحربية كما يتمتع مركز ساقلتة بأقل معدلات البطاله بنسبه لباقي المراكز

## تاريخها
هي من القرى القديمة، إسمها القديم «ساقية قلتة» كان أول عمده للقريه العمده /عبدالعال عاشور ثم تحولت لمركز تابع لمحافظه سوهاج
قام النائب محمد معروف عاشور بفصلها في الانتخابات مجلس الشعب عن مركز اخميم
هي من القرى القديمة، إسمها القديم «ساقية قلتة»، وردت به في قوانين ابن مماتى وفي تحفة الإرشاد من أعمال القوصية، وفي معجم البلدان: قُلْتَة قرية حسنة تعرف بسواقى قلتة بالصعيد من شرق النيل دون أخميم بمصر؛ وفي التحفة: ساقية قلتة بالأعمال السيوطية نقلا من الاخميمية.
ثم حرّف الاسم بإدماج الصدر في العجز، فصارت «ساقلتة»، كما وردت في دفاتر الروزنامة القديمة وفي تاريخ سنة 1231هـ، وفي سنة 1877عرفت باسم«ساقلته والعرب» في جداول وزارة المالية.